# Cima Dodici
Cima Dodici (též Cima XII, německy Zwölferkofel, 2336 m n. m.) je hora ve Vicentinských Alpách v severní Itálii. Nachází se jižně od vesnice Borgo Valsugana na hranici mezi oblastmi Benátsko a Tridentsko-Horní Adiže. Je to nejvyšší vrchol Vicentinských Alp.
Odděluje náhorní plošinu Asiago od Val di Sella, bočního údolí Valsugany. Z administrativního hlediska je jihovýchodní svah zařazen do katastru obce Asiago, ale využívají jej obyvatelé bývalé obce Lusiana, zatímco severozápadní svah spadá do katastru obce Borgo Valsugana.

## Přístup a popis
Nejpřímější přístup na vrchol je z údolí Galmarara, levostranného bočního údolí Assa. Z rozcestí malga Galmarara (1614 m), dosažitelného autem pokračujte pěšky po dvou starých rakouských vojenských cestách, Zoviellostraße (nebo alternativně po cestě 830) a Kaiser Karl Straße. Krátce za vrcholem Bivio Italia (1987 m) se napojíte na turistickou stezku 835, která vede na vrchol.
Výstup z údolí Val di Sella je kvůli výraznému výškovému rozdílu náročnější. Lze jej absolvovat buď po cestě č. 211, která od silnice Dosso vede přímo na vrchol přes údolí Valle delle Dodici a údolí Valle delle Trappole, nebo po turistickém chodníku č. 231, který se odpojuje od předchozí, aby stoupal údolím Valle delle Dodici a vrátil se na stejnou cestu poblíž bivaku Busa delle Dodese.
Stezky 835 a 211 jsou součástí hřebenové trasy Alta Via č. 11 a Cima XII představuje její nejvyšší bod.
Z vrcholu se rozprostírá výhled na východní Alpy, od Dolomit Brenta až po Pale di San Martino a celý řetězec Lagorai:
Na vrcholu jsou dva kříže. První, dřevěný, byl vztyčen v roce 1946 italským alpským klubem Asiago C.A.I. na místo dřívějšího, rovněž dřevěného, který sem v roce 1900 umístil Giuseppe Dalmaso z Consorzio dei Sette Comuni; ten měl také litinový kříž, z něhož byl po roztavení vyroben malý historizující křížek vložený do středu toho současného. Druhý, vyrobený z kovových trubek, nechala v roce 1973 postavit společnost S.A.T. z Borgo Valsugana.

## Etymologie a historie
Toponymum Cima Dodici, které je dnes nejčastější, jí dali obyvatelé obce Borgo Valsugana. Je stejně jako nedaleké Cima Dieci (neboli Monte Castelnuovo, 2215 m) a Cima Undici (neboli Cima delle Pozze, 2229 m) součástí "přírodních slunečních hodin", které při pohledu z Valsugany mohou poskytnout představu o čase podle polohy slunce na jednotlivých vrcholech.
Na náhorní plošině Asiago, více v minulosti než dnes, se mu říká Ferozzo. Podle některých by mohlo jít o italizaci cimburského Freyjoch "hora, jho Freyi", přičemž Cima Dodici by byla zasvěcena germánské bohyni lásky a plodnosti. Tuto etymologii podporují i ti, kteří, jako například spisovatel Mario Rigoni Stern, považují dnešní Cimbrity za potomky stejnojmenného obyvatelstva, o němž se domnívají, že je skandinávského původu. Historik Ottone Brentari naopak ztotožňuje toponymy Fiorotz a Gallmarer, přičemž druhý z nich byl později italizován jako Cima di Galmarara, tedy název údolí nacházejícího se jižně od hory.
Vzhledem ke své hraniční poloze (nejprve mezi Serenissimou a Tyrolským hrabstvím, poté mezi Italským královstvím a Habsburskou říší) se ocitlo v centru sporů, které se vyostřily v předvečer první světové války. Stejně jako celá náhorní plošina Asiago, byla i Cima XII během tohoto konfliktu zasažena významnými válečnými událostmi. Na této hoře se například bojovalo v roce 1916 během velké rakousko-uherské ofenzivy, která se v tomto roce odehrála.
V lokalitě Covolin na úpatí hory se nacházel jeden z několika válečných hřbitovů Altopiano dei Sette Comuni, na němž bylo pohřbeno devět set rakousko-uherských padlých. Stejně jako ostatní byl později zrušen a ostatky byly přeneseny do Vojenského památníku Asiago.